# Брагінська
Бра́гінська (рос. Брагинская) — присілок у складі Тотемського району Вологодської області, Росія. Входить до складу П'ятовського сільського поселення.

## Населення
Населення — 36 осіб (2010; 52 у 2002).
Національний склад (станом на 2002 рік):
- росіяни — 71 %
- цигани — 27 %